# SMP-lijm

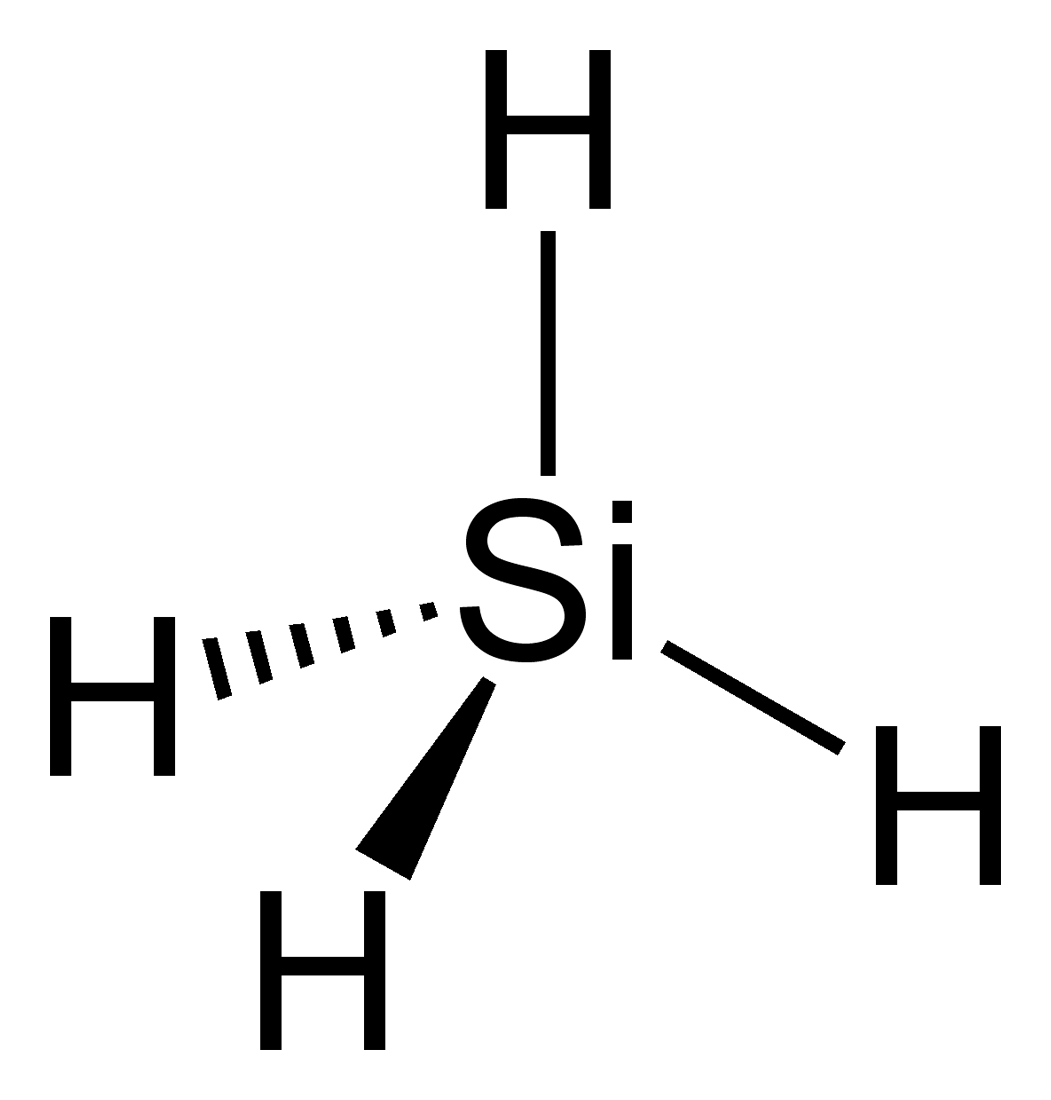
Silaan

SMP-lijm (Silyl Modified Polymers, ook wel MS-Polymeerlijm (Modified Silane Polyether) genoemd) is een lijm van gemodificeerde silaan (SiH4) moleculen.
De lijmverbinding komt tot stand door water (vocht in de lucht) dat reageert (polymeriseren) met de silaan verbindingen. Voor een snellere uitharding van de lijm wordt gebruikgemaakt van een 2K (twee componenten) SMP-lijm.
Toepassingsgebieden zijn:
- constructielijmen (in een vochtige omgeving)
- (glas)primer
- tandheelkunde
- (afdicht)kit